# Morti il 19 agosto
| Questa pagina contiene informazioni ricavate automaticamente dalle voci biografiche con l'ausilio del template Bio e di un bot. L'aggiornamento è periodico e automatico e ricostruisce completamente la pagina. Se manca una persona in questa lista, sei pregato di non aggiungerla, ma accertati piuttosto che la sua voce biografica contenga il template Bio e che i dati anagrafici siano correttamente compilati. Se il template Bio manca, inseriscilo tu stesso o, in alternativa, metti l'avviso {{tmp\|Bio}} che ne segnala la mancanza. Se i dati riportati sono sbagliati, correggi direttamente la voce biografica; le modifiche saranno visibili in questa lista entro pochi giorni. Per chiarimenti vedi il progetto biografie. La lista contiene solo le 505 persone che sono citate nell'enciclopedia e per le quali è stato implementato correttamente il template Bio. Pagina aggiornata al 13 ago 2025. |

## I secolo(1)
- 14 - Augusto, imperatore romano (n. 63 a.C.)

## III secolo(1)
- 251 - Magno di Anagni, vescovo romano

## V secolo(1)
- 440 - Papa Sisto III, papa, vescovo e santo romano

## VII secolo(1)
- 639 - Bertulfo di Bobbio, monaco cristiano, abate e missionario francese

## VIII secolo(1)
- 797 - Costantino VI, imperatore bizantino (n. 771)

## X secolo(1)
- 947 - Abu Yazid, personalità religiosa berbero (n. 873)

## XI secolo(1)
- 1072 - Havoise di Bretagna, duchessa

## XII secolo(6)
- 1130 - Bartolomeo di Simeri, monaco cristiano e presbitero italiano
- 1139 - Goffredo I di Namur, nobile francese
- 1157 - Guerrico d'Igny, abate francese
- 1167 - Werner III d'Asburgo, nobile tedesco
- 1170 - Mstislav II di Kiev, principe
- 1186 - Goffredo II di Bretagna, duca britannico (n. 1158)

## XIII secolo(5)
- 1245 - Raimondo Berengario IV di Provenza, conte
- 1282 - Hartmann von Heldrungen, cavaliere medievale tedesco
- 1284 - Alfonso Plantageneto, conte di Chester, conte inglese (n. 1273)
- 1295 - Leone II di Cava, abate italiano (n. 1239)
- 1297 - Ludovico di Tolosa, vescovo e francescano francese (n. 1274)

## XIV secolo(6)
- 1302 - Violante d'Aragona e Sicilia, duchessa (n. 1273)
- 1311 - Giordano da Pisa, religioso italiano (n. 1260)
- 1313 - Angelo di Acquapagana, religioso italiano (n. 1261)
- 1327 - Amerigo di Piacenza, religioso italiano
- 1334 - Giovanni d'Aragona, arcivescovo cattolico spagnolo (n. 1304)
- 1336 - Angelo Dolfin, vescovo cattolico italiano

## XV secolo(9)
- 1405 - Giovanni III di Oświęcim, duca
- 1410 - Luigi II di Borbone, conte francese (n. 1337)
- 1432 - Sergianni Caracciolo, nobile, condottiero e politico italiano
- 1436 - Hugues des Orges, arcivescovo cattolico francese
- 1438 - Maria di Valois, principessa e badessa francese (n. 1393)
- 1449 - Bartholomaeus Texier, religioso francese
- 1470 - Richard Olivier de Longueil, cardinale francese (n. 1406)
- 1488 - Ippolita Maria Sforza, duchessa (n. 1445)
- 1493 - Federico III d'Asburgo, re (n. 1415)

## XVI secolo(16)
- 1506 - Leonello Chiericati, vescovo cattolico italiano (n. 1443)
- 1506 - Alessandro Jagellone, sovrano (n. 1461)
- 1527 - Giovanni Maria da Varano, politico italiano (n. 1481)
- 1532 - Caritas Pirckheimer, religiosa e umanista tedesca (n. 1467)
- 1541 - Vincenzo Cappello, militare italiano (n. 1469)
- 1553 - Francesco Beccuti, poeta italiano (n. 1509)
- 1554 - Gerolamo Querini, patriarca cattolico italiano (n. 1468)
- 1556 - Pomponio Algieri, italiano
- 1563 - Costanza da Correggio, nobildonna italiana (n. 1499)
- 1569 - Petru I cel Tânăr, nobile rumeno (n. 1546)
- 1579 - Louis de Clermont d'Amboise, nobile francese (n. 1549)
- 1580 - Andrea Palladio, architetto, teorico dell'architettura e scenografo italiano (n. 1508)
- 1583 - Melchior Miguel Carneiro Leitão, patriarca cattolico e gesuita portoghese
- 1593 - Argisto Giuffredi, poeta italiano (n. 1535)
- 1593 - Antonio Veneziano, poeta italiano (n. 1543)
- 1597 - Diego Gonzaga, nobile italiano (n. 1582)

## XVII secolo(22)
- 1605 - Aires de Saldanha, militare e politico portoghese (n. 1542)
- 1608 - Renato I Borromeo, nobile e diplomatico italiano (n. 1555)
- 1619 - Thomas Dale, navigatore inglese
- 1621 - Antonio Canopolo, arcivescovo cattolico italiano
- 1622 - Federico di Sassonia-Weimar, duca e militare tedesco (n. 1596)
- 1623 - Antonio Cimatori, pittore italiano
- 1623 - Giacomo Serra, cardinale italiano (n. 1570)
- 1625 - Federico Guglielmo di Teschen, duca (n. 1601)
- 1625 - Enno III della Frisia orientale, conte (n. 1563)
- 1626 - Henri de Talleyrand-Périgord, nobile francese (n. 1599)
- 1632 - Valentin de Boulogne, pittore francese (n. 1591)
- 1644 - Mario Filonardi, arcivescovo cattolico italiano (n. 1594)
- 1646 - Francesco Furini, pittore italiano (n. 1603)
- 1646 - Alexander Henderson, teologo scozzese (n. 1583)
- 1657 - Frans Snyders, pittore fiammingo (n. 1579)
- 1662 - Blaise Pascal, matematico, fisico e filosofo francese (n. 1623)
- 1666 - Antonio Günther I di Schwarzburg-Sondershausen, nobile (n. 1620)
- 1677 - Thomas Wijck, pittore olandese (n. 1616)
- 1680 - Giovanni Eudes, religioso francese (n. 1601)
- 1684 - Sofia Elisabetta di Schleswig-Holstein-Sonderburg-Wiesenburg, nobildonna tedesca (n. 1653)
- 1691 - Köprülü Fazıl Mustafa Pascià, militare ottomano (n. 1637)
- 1699 - José Sáenz de Aguirre, teologo e cardinale spagnolo (n. 1630)

## XVIII secolo(15)
- 1702 - Anthony Grey, XI conte di Kent, nobile inglese (n. 1645)
- 1720 - Stefano Onorato Ferretti, doge italiano (n. 1640)
- 1742 - Giovanni Paolo Torti Rogadei, abate e vescovo cattolico italiano (n. 1668)
- 1743 - Damian Hugo von Schönborn-Buchheim, cardinale e vescovo cattolico tedesco (n. 1676)
- 1743 - Luisa Francesca di Borbone, nobile francese (n. 1707)
- 1752 - Claude Élisée de Court de La Bruyère, ammiraglio francese (n. 1666)
- 1753 - Johann Balthasar Neumann, architetto e ingegnere tedesco (n. 1687)
- 1765 - Axel Fredrik Cronstedt, chimico e mineralogista svedese (n. 1722)
- 1773 - Burkhardt Tschudi, cembalaro svizzero (n. 1702)
- 1777 - Johann Christian Polycarp Erxleben, biologo tedesco (n. 1744)
- 1782 - Francesco De Mura, pittore italiano (n. 1696)
- 1783 - Franz Xaver Messerschmidt, scultore tedesco (n. 1736)
- 1785 - Giuseppe Appiani, pittore, disegnatore e incisore italiano (n. 1706)
- 1797 - Teresa Cornelys, soprano e impresario teatrale italiano (n. 1723)
- 1799 - Vasilij Ivanovič Baženov, architetto russo

## XIX secolo(56)
- 1804 - Louis-René-Madeleine de Latouche-Tréville, ammiraglio francese (n. 1745)
- 1804 - Barthélemy Louis Joseph Schérer, generale francese (n. 1747)
- 1810 - Jérôme-Marie Champion de Cicé, arcivescovo cattolico francese (n. 1735)
- 1812 - Vincenzo Righini, compositore e tenore italiano (n. 1756)
- 1813 - Tommaso Nani, giurista italiano (n. 1757)
- 1813 - Johann Carl Friedrich Rellstab, compositore, critico musicale e editore musicale tedesco (n. 1759)
- 1814 - Gustaf Mauritz Armfelt, generale, diplomatico e politico svedese (n. 1757)
- 1814 - Pierre Patte, architetto e incisore francese (n. 1723)
- 1814 - Angelo Tarchi, compositore italiano
- 1815 - Charles de la Bédoyère, generale francese (n. 1786)
- 1821 - Marie-Denise Villers, pittrice francese (n. 1774)
- 1822 - Jean-Baptiste Delambre, astronomo e matematico francese (n. 1749)
- 1826 - Lars von Engeström, politico e diplomatico svedese (n. 1751)
- 1831 - Serafino Belli, architetto e matematico italiano (n. 1772)
- 1833 - Anselmo Ronchetti, artigiano italiano (n. 1773)
- 1839 - Girolamo Arganini, architetto italiano (n. 1764)
- 1839 - Francesco Ignazio Mannu, magistrato italiano (n. 1758)
- 1845 - Girolamo Orti Manara, scrittore e nobile italiano (n. 1769)
- 1851 - Giacomo Catone, storico e abate italiano (n. 1769)
- 1852 - Alberto Montecuccoli-Laderchi, politico e diplomatico austriaco (n. 1802)
- 1853 - George Cockburn, ammiraglio britannico (n. 1772)
- 1854 - Francesco Iavarone, vescovo cattolico, teologo e archeologo italiano (n. 1788)
- 1856 - Charles Frédéric Gerhardt, chimico francese (n. 1816)
- 1857 - Tamatoa IV, re (n. 1797)
- 1861 - Fazle Haq Khairabadi, giurista indiano (n. 1797)
- 1861 - Pietro I Moncada di Paternò, nobile e politico italiano (n. 1789)
- 1861 - Vincenzo Santucci, cardinale italiano (n. 1796)
- 1863 - Pietro Marini, cardinale italiano (n. 1794)
- 1863 - Alessandro Carlo di Anhalt-Bernburg, nobile (n. 1805)
- 1864 - María Amparo Muñoz, nobile spagnola (n. 1834)
- 1865 - Francesco Saverio Briganti, medico e naturalista italiano (n. 1802)
- 1866 - Leopold August Warnkönig, giurista tedesco (n. 1794)
- 1867 - Paolo Barbotti, pittore italiano (n. 1821)
- 1871 - Carlo Nicolis di Robilant, militare italiano (n. 1799)
- 1872 - Francesco Lucca, editore italiano (n. 1802)
- 1876 - George Smith, assiriologo britannico (n. 1840)
- 1877 - Luigi Crisostomo Ferrucci, bibliotecario e scrittore italiano (n. 1797)
- 1877 - Luigi Martini, presbitero italiano (n. 1803)
- 1881 - Giuseppe Tozzoli, politico italiano (n. 1826)
- 1883 - Jeremiah S. Black, politico, avvocato e statistico statunitense (n. 1810)
- 1883 - Ján Gotčár, presbitero, attivista e insegnante slovacco (n. 1823)
- 1886 - Alessandro Dorna, matematico italiano (n. 1825)
- 1887 - Spencer Fullerton Baird, ornitologo statunitense (n. 1823)
- 1887 - Alvan Clark, astronomo e pittore statunitense (n. 1804)
- 1889 - Jules Cotard, neurologo francese (n. 1840)
- 1889 - Elis Fischer, banchiere, avvocato e politico svedese (n. 1834)
- 1890 - Hubert Geresme, operaio francese (n. 1828)
- 1891 - Theodor Aman, pittore rumeno (n. 1831)
- 1891 - Gestur Pálsson, scrittore islandese (n. 1852)
- 1893 - Henri Brosselard-Faidherbe, esploratore francese (n. 1855)
- 1893 - Giuseppe Palmieri Nuti, politico italiano (n. 1843)
- 1895 - John Wesley Hardin, pistolero statunitense (n. 1853)
- 1897 - George Palmer, imprenditore, politico e filantropo inglese (n. 1818)
- 1898 - Christaki Zoğrafos, banchiere greco (n. 1820)
- 1900 - Jean-Baptiste Accolay, compositore, violinista e direttore d'orchestra belga (n. 1833)
- 1900 - Edmond Brassart, schermidore francese (n. 1870)

## XX secolo(227)
- 1904 - Augusto Bonetti, arcivescovo cattolico italiano (n. 1835)
- 1905 - William-Adolphe Bouguereau, pittore e docente francese (n. 1825)
- 1906 - Ezequiel Moreno, vescovo cattolico e santo spagnolo (n. 1848)
- 1910 - Eugène Rouché, matematico francese (n. 1832)
- 1914 - Carlo Borgatta, politico italiano (n. 1840)
- 1915 - Tevfik Fikret, educatore e poeta ottomano (n. 1867)
- 1915 - Enrico Mazzola, pittore italiano (n. 1891)
- 1915 - Serafino Vannutelli, cardinale e arcivescovo cattolico italiano (n. 1834)
- 1916 - Emanuele di Salm-Salm, nobile (n. 1871)
- 1917 - Giovanni Amadio, militare italiano (n. 1890)
- 1917 - Eugenio Angeloni, militare italiano
- 1917 - Otto Jäger, aviatore austro-ungarico (n. 1890)
- 1917 - Italo Lambertenghi, militare italiano (n. 1885)
- 1917 - Erminio Marcias, militare italiano (n. 1897)
- 1917 - Antimo Panico, militare italiano (n. 1892)
- 1917 - Agostino Setti, militare italiano (n. 1894)
- 1919 - Mark Francis Napier, politico e dirigente d'azienda britannico (n. 1852)
- 1921 - Georges Darien, scrittore francese (n. 1862)
- 1921 - Gregorio Sebastio, medico e naturalista italiano (n. 1878)
- 1922 - Felipe Pedrell, compositore spagnolo (n. 1841)
- 1923 - Vilfredo Pareto, economista, sociologo e ingegnere italiano (n. 1848)
- 1924 - Ferdinand Cheval, scultore francese (n. 1836)
- 1924 - René Nulens, ciclista su strada e pistard belga (n. 1868)
- 1926 - Horatio Brown, storico britannico (n. 1854)
- 1926 - Fred Warmbold, lottatore statunitense (n. 1875)
- 1927 - Johan Edman, tiratore di fune svedese (n. 1875)
- 1927 - Cesare Gamba, ingegnere, architetto e urbanista italiano (n. 1851)
- 1927 - Nikolaj Aleksandrovič Saltykov, attore e regista russo (n. 1886)
- 1928 - Richard Burdon Haldane, politico, avvocato e filosofo britannico (n. 1856)
- 1928 - Stephanos Skouloudis, diplomatico, politico e banchiere greco (n. 1838)
- 1929 - Sergej Pavlovič Djagilev, impresario teatrale e direttore artistico russo (n. 1872)
- 1929 - Ettore Ferrari, scultore e politico italiano (n. 1845)
- 1929 - Enrico Reinach, attore teatrale italiano (n. 1851)
- 1929 - Carlo Rosati, matematico italiano (n. 1876)
- 1930 - Wilhelm Barthold, turcologo e storico russo (n. 1869)
- 1930 - Peter Christophersen, imprenditore e diplomatico norvegese (n. 1845)
- 1931 - Aristides Agramonte, medico e batteriologo cubano (n. 1868)
- 1932 - Louis Anquetin, pittore francese (n. 1861)
- 1932 - Johann Schober, politico austriaco (n. 1874)
- 1932 - Leone Wollemborg, economista, giornalista e politico italiano (n. 1859)
- 1934 - Nigel Playfair, attore, regista e direttore teatrale inglese (n. 1874)
- 1934 - Marco Pozzo, avvocato e politico italiano (n. 1857)
- 1934 - Pietro Sormani, imprenditore e politico italiano (n. 1849)
- 1935 - Helmut Röpnack, calciatore tedesco (n. 1884)
- 1936 - Louis Astier de Villatte, militare e aviatore francese (n. 1897)
- 1936 - Giulia Bonarelli, medico italiano (n. 1892)
- 1936 - Wolfgang Fürstner, militare tedesco (n. 1896)
- 1936 - Federico García Lorca, poeta, drammaturgo e regista teatrale spagnolo (n. 1898)
- 1936 - Harry Plunket Greene, baritono irlandese (n. 1865)
- 1936 - Oscar von Sydow, politico svedese (n. 1873)
- 1937 - Ferdinand Faivre, scultore francese (n. 1860)
- 1937 - Kita Ikki, filosofo, scrittore e politico giapponese (n. 1883)
- 1937 - Ivan Ivanovič Kataev, poeta russo (n. 1902)
- 1937 - Joe Lydon, calciatore e pugile statunitense (n. 1878)
- 1937 - Carmelo Pujia, arcivescovo cattolico italiano (n. 1852)
- 1938 - Basil Bennett, martellista statunitense (n. 1894)
- 1938 - Arcangelo Ghisleri, geografo, filosofo e politico italiano (n. 1855)
- 1939 - Frank Wild, esploratore e navigatore britannico (n. 1873)
- 1940 - Ernest Jaspar, architetto belga (n. 1876)
- 1940 - Alessandro Tedeschi, chirurgo italiano (n. 1867)
- 1941 - Gustaf Dalman, orientalista e teologo tedesco (n. 1855)
- 1941 - Paul Duboc, ciclista su strada francese (n. 1884)
- 1941 - Paul von Hintze, ammiraglio, diplomatico e politico tedesco (n. 1864)
- 1942 - Berthe Bénichou-Aboulker, scrittrice, drammaturga e poetessa algerina (n. 1886)
- 1942 - Émile François Fayolle, aviatore e militare francese (n. 1916)
- 1942 - Clemens von Franckenstein, compositore tedesco (n. 1875)
- 1942 - Harald Kaarman, calciatore estone (n. 1901)
- 1942 - Aldo Oviglio, politico italiano (n. 1873)
- 1944 - Günther von Kluge, generale tedesco (n. 1882)
- 1944 - Ines Negri, partigiana italiana (n. 1916)
- 1944 - Jerzy Rossudowski, cestista polacco (n. 1914)
- 1944 - Tonino Spazzoli, antifascista e partigiano italiano (n. 1899)
- 1944 - Henry Wood, direttore d'orchestra inglese (n. 1869)
- 1944 - Juan Zanelli, pilota automobilistico cileno (n. 1906)
- 1945 - Edmund Groag, storico austriaco (n. 1873)
- 1945 - Andrejs Krisons, cestista e calciatore lettone (n. 1909)
- 1945 - Albert Jay Nock, saggista statunitense (n. 1870)
- 1946 - René Alexandre, attore francese (n. 1885)
- 1946 - Jules-Albert De Dion, inventore, imprenditore e politico francese (n. 1856)
- 1946 - Moisej Zelikovič Levin, regista cinematografico sovietico (n. 1895)
- 1947 - Oskar Moll, pittore tedesco (n. 1875)
- 1948 - Alfred Schwarzschild, pittore e grafico tedesco (n. 1874)
- 1949 - Cecil Boden Kloss, zoologo britannico (n. 1877)
- 1949 - Luigi Trivelli, magistrato e politico italiano (n. 1879)
- 1950 - Alce Nero, nativo americano (n. 1863)
- 1950 - Giovanni Giorgi, ingegnere elettrotecnico e fisico italiano (n. 1871)
- 1951 - Jean-Liévin-Joseph Sion, missionario e vescovo cattolico francese (n. 1890)
- 1951 - Władysław Wróblewski, politico e diplomatico polacco (n. 1875)
- 1953 - Robert Afflerbach, calciatore svizzero (n. 1900)
- 1953 - Viktor Győző Simon Macalik, vescovo cattolico rumeno (n. 1890)
- 1953 - Merrill McCormick, attore statunitense (n. 1892)
- 1953 - William Stephenson, esploratore britannico (n. 1889)
- 1954 - Alcide De Gasperi, politico italiano (n. 1881)
- 1954 - Paul Louis Amans Dop, botanico francese (n. 1876)
- 1955 - Alberto Breglia, economista italiano (n. 1900)
- 1955 - Trygve Løken, calciatore norvegese (n. 1898)
- 1956 - Carlo Alberto Dell'Agnola, matematico e economista italiano (n. 1871)
- 1956 - Bernard William Griffin, cardinale e arcivescovo cattolico inglese (n. 1899)
- 1956 - Virginia Kirtley, attrice e sceneggiatrice statunitense (n. 1888)
- 1956 - Gottfrid Svensson, lottatore svedese (n. 1889)
- 1957 - David Bomberg, pittore britannico (n. 1890)
- 1957 - Guido Morganti, artigiano italiano (n. 1893)
- 1957 - Carl-Gustav Arvid Rossby, meteorologo svedese (n. 1898)
- 1958 - Giuseppe Brezzi, ingegnere, dirigente d'azienda e politico italiano (n. 1878)
- 1958 - Mario Roveda, generale, partigiano e politico italiano (n. 1889)
- 1959 - Jacob Epstein, scultore e pittore statunitense (n. 1880)
- 1959 - Otto Jungtow, calciatore tedesco (n. 1892)
- 1959 - Adolfo Lucarini, scultore e pittore italiano (n. 1890)
- 1959 - Blind Willie McTell, cantante, compositore e chitarrista statunitense (n. 1901)
- 1959 - Jan Starý, calciatore boemo (n. 1884)
- 1961 - Nicolae Herescu, latinista, traduttore e poeta romeno (n. 1906)
- 1962 - Roy Davidson, effettista statunitense (n. 1896)
- 1962 - Jean Lucienbonnet, pilota automobilistico francese (n. 1923)
- 1963 - Alphonse Matthijsen, missionario e vescovo cattolico olandese (n. 1890)
- 1963 - Kathleen Parlow, violinista e insegnante canadese (n. 1890)
- 1963 - Agostino Pennisi Statella, politico e numismatico italiano (n. 1890)
- 1964 - Virginio Ghiringhelli, pittore e decoratore italiano (n. 1898)
- 1964 - Ewald Kluge, pilota motociclistico tedesco (n. 1909)
- 1964 - Ardengo Soffici, pittore, scrittore e poeta italiano (n. 1879)
- 1964 - Vanni Teodorani, giornalista e politico italiano (n. 1916)
- 1964 - Giacinto Tredici, arcivescovo cattolico italiano (n. 1880)
- 1965 - Costantino Bianchi, ingegnere e politico italiano (n. 1908)
- 1965 - Kenneth Casey, attore e compositore statunitense (n. 1899)
- 1966 - Fritz Bleyl, artista tedesco (n. 1880)
- 1966 - Carlo Capra, calciatore e allenatore di calcio italiano (n. 1889)
- 1966 - Roby Ferrante, cantante e compositore italiano (n. 1942)
- 1967 - Isaac Deutscher, giornalista, scrittore e storico polacco (n. 1907)
- 1967 - Hugo Gernsback, inventore, editore e scrittore lussemburghese (n. 1884)
- 1968 - Antonio Fessia, ingegnere meccanico italiano (n. 1901)
- 1968 - George Gamow, fisico, cosmologo e divulgatore scientifico sovietico (n. 1904)
- 1968 - Li Osborne, fotografa e scultrice tedesca (n. 1883)
- 1969 - Gustavo Hauser, calciatore italiano (n. 1891)
- 1969 - Jakes Mulholland, calciatore statunitense (n. 1902)
- 1970 - Joe Hamood, cestista statunitense (n. 1943)
- 1970 - Werner Max Moser, architetto e designer svizzero (n. 1896)
- 1971 - Mary Browne, tennista statunitense (n. 1891)
- 1971 - Domingo Lombardi, arbitro di calcio uruguaiano (n. 1898)
- 1972 - Nevile Bland, diplomatico inglese (n. 1886)
- 1972 - Alfonso Motolese, oculista e politico italiano (n. 1904)
- 1972 - James Patterson, attore statunitense (n. 1932)
- 1973 - Heikki Hirvonen, sciatore di pattuglia militare e sci orientista finlandese (n. 1895)
- 1974 - Anna Arena, attrice italiana (n. 1919)
- 1974 - Fernando Cerchio, regista, sceneggiatore e montatore italiano (n. 1914)
- 1974 - Wifredo Ricart, ingegnere spagnolo (n. 1897)
- 1975 - Mark Donohue, pilota automobilistico statunitense (n. 1937)
- 1975 - Jim Londos, wrestler greco (n. 1894)
- 1975 - Frank Shields, tennista e attore statunitense (n. 1909)
- 1976 - Attilio Matricardi, generale e aviatore italiano (n. 1892)
- 1976 - Alastair Sim, attore britannico (n. 1900)
- 1976 - Halina Zalewska, attrice polacca (n. 1940)
- 1977 - Aleksander Kreek, pesista estone (n. 1914)
- 1977 - Groucho Marx, attore, comico e scrittore statunitense (n. 1890)
- 1978 - Max Mallowan, archeologo britannico (n. 1904)
- 1978 - Rich Parks, cestista statunitense (n. 1943)
- 1979 - Mary Millington, attrice pornografica, attivista e imprenditrice britannica (n. 1945)
- 1979 - Joel Teitelbaum, rabbino e mistico ungherese (n. 1887)
- 1980 - Adriano Barcelloni Corte, ingegnere, urbanista e politico italiano (n. 1888)
- 1980 - Ēriks Bēze, calciatore lettone (n. 1910)
- 1980 - Otto Frank, dirigente d'azienda tedesco (n. 1889)
- 1980 - Sadi Gülçelik, cestista turco (n. 1929)
- 1981 - Jessie Matthews, attrice, ballerina e cantante inglese (n. 1907)
- 1982 - John Cookman, hockeista su ghiaccio statunitense (n. 1909)
- 1982 - Leonard Covello, pedagogista italiano (n. 1887)
- 1982 - Guido Gonella, giornalista e politico italiano (n. 1905)
- 1982 - August Neo, lottatore estone (n. 1908)
- 1983 - Lev Kaljaev, velocista sovietico (n. 1929)
- 1983 - Ulyses Petit de Murat, poeta, giornalista e drammaturgo argentino (n. 1907)
- 1984 - Azar Andami, medico iraniana (n. 1926)
- 1984 - Louis Lansana Beavogui, politico guineano (n. 1923)
- 1984 - Ezio Cecchi, ciclista su strada italiano (n. 1913)
- 1984 - George Milo, scenografo statunitense (n. 1909)
- 1984 - Werner Peiner, pittore tedesco (n. 1897)
- 1984 - Manlio Quarantelli, aviatore italiano (n. 1926)
- 1985 - Käte Oswald, attrice tedesca (n. 1890)
- 1986 - Hermione Baddeley, attrice britannica (n. 1906)
- 1986 - Georg Løkkeberg, attore e regista teatrale norvegese (n. 1909)
- 1987 - Michael Bowes-Lyon, XVII conte di Strathmore e Kinghorne, nobile britannico (n. 1928)
- 1987 - Sachin Nag, pallanuotista e nuotatore indiano (n. 1920)
- 1987 - Hayden Rorke, attore statunitense (n. 1910)
- 1988 - Don Haggerty, attore statunitense (n. 1914)
- 1988 - Mario Rossi, vescovo cattolico italiano (n. 1914)
- 1988 - Antonino Tripodi, politico e giornalista italiano (n. 1911)
- 1989 - Carlos Nay Foino, arbitro di calcio argentino (n. 1918)
- 1989 - Laura Veccia Vaglieri, orientalista e arabista italiana (n. 1893)
- 1989 - Ernst van den Berg, hockeista su prato olandese (n. 1915)
- 1990 - Olavi Alakulppi, fondista e militare finlandese (n. 1915)
- 1990 - Carmelo Amenta, calciatore italiano (n. 1918)
- 1990 - Ercole Gallegati, lottatore italiano (n. 1911)
- 1990 - An Rutgers van der Loeff, scrittrice olandese (n. 1910)
- 1990 - Stephen Edward Smith, diplomatico statunitense (n. 1927)
- 1990 - Július Tomanovič, calciatore slovacco (n. 1920)
- 1991 - Oliver Drake, regista, sceneggiatore e attore statunitense (n. 1903)
- 1991 - Antonino Scaini, politico italiano (n. 1915)
- 1992 - Jean-Albert Grégoire, imprenditore francese (n. 1899)
- 1992 - Drahomír Koudelka, pallavolista cecoslovacco (n. 1946)
- 1992 - Norvel Lee, pugile statunitense (n. 1924)
- 1992 - Gianni Polidori, scenografo, costumista e pittore italiano (n. 1923)
- 1992 - Karl Storch, martellista tedesco (n. 1913)
- 1993 - Lucinda Ballard, costumista statunitense (n. 1906)
- 1993 - Utpal Dutt, attore, regista e sceneggiatore indiano (n. 1929)
- 1993 - Pietro Pacifico Gamondi, medico italiano (n. 1914)
- 1993 - Salah Jadid, generale e politico siriano (n. 1926)
- 1993 - Donald William Kerst, fisico statunitense (n. 1911)
- 1994 - Ladislav Fuks, scrittore ceco (n. 1923)
- 1994 - Leon Battista Gaburri, inventore italiano (n. 1913)
- 1994 - Antoine Pierre Khoraiche, cardinale libanese (n. 1907)
- 1994 - Linus Pauling, chimico, cristallografo e attivista statunitense (n. 1901)
- 1994 - Robert Roždestvenskij, poeta russo (n. 1932)
- 1994 - Louis de Froment, direttore d'orchestra francese (n. 1921)
- 1995 - Danny Arnold, sceneggiatore, regista e produttore televisivo statunitense (n. 1925)
- 1995 - John Gilmore, sassofonista statunitense (n. 1931)
- 1995 - Pierre Schaeffer, compositore e musicologo francese (n. 1910)
- 1996 - Tat'jana Mavrina, pittrice e illustratrice sovietica (n. 1902)
- 1996 - Guerrino Rossi, calciatore italiano (n. 1934)
- 1997 - Walter Sabatelli, pittore italiano (n. 1925)
- 1997 - Mario Velarde, allenatore di calcio e calciatore messicano (n. 1940)
- 1998 - Vasilij Aleksandrovič Archipov, militare sovietico (n. 1926)
- 1998 - Liliana Betti, scrittrice, sceneggiatrice e regista italiana (n. 1937)
- 1998 - Willy Huber, calciatore svizzero (n. 1913)
- 1998 - Sylvia Stahlman, soprano statunitense (n. 1929)
- 1998 - Mario Tonali, calciatore italiano (n. 1910)
- 1999 - Kim Perrot, cestista statunitense (n. 1967)
- 2000 - Ernesto Calzavara, poeta e saggista italiano (n. 1907)
- 2000 - Luce Fabbri, scrittrice e anarchica italiana (n. 1908)
- 2000 - Anselmo Guarraci, politico italiano (n. 1926)
- 2000 - Antonio Pugliese, wrestler italiano (n. 1941)
- 2000 - Lee Sholem, regista statunitense (n. 1913)

## XXI secolo(136)
- 2001 - Betty Everett, cantante statunitense (n. 1939)
- 2001 - Felicísimo Fajardo, cestista e allenatore di pallacanestro filippino (n. 1916)
- 2001 - Guiscardo Lorito, giornalista, scrittore e poeta italiano (n. 1922)
- 2001 - Gilberto Martinho, attore brasiliano (n. 1927)
- 2001 - Willy Vannitsen, ciclista su strada e pistard belga (n. 1935)
- 2002 - Antonio Barrios, allenatore di calcio spagnolo (n. 1910)
- 2002 - Eduardo Chillida, scultore spagnolo (n. 1924)
- 2002 - Irving Copi, filosofo e logico statunitense (n. 1917)
- 2002 - Otto Wüst, vescovo cattolico svizzero (n. 1926)
- 2003 - Francesco Condorelli, pasticciere e imprenditore italiano (n. 1912)
- 2003 - Luciano Gruppi, politico, scrittore e filosofo italiano (n. 1920)
- 2003 - Jean-Sélim Kanaan, diplomatico egiziano (n. 1970)
- 2003 - Carlos Roberto Reina, politico honduregno (n. 1926)
- 2003 - Line Monty, cantautrice algerina (n. 1926)
- 2003 - Sérgio Vieira de Mello, diplomatico brasiliano (n. 1948)
- 2003 - Hermann Withalm, politico austriaco (n. 1912)
- 2005 - Aušra Augustinavičiūtė, economista, sociologa e psicologa lituana (n. 1927)
- 2005 - Rina Gatti, scrittrice italiana (n. 1923)
- 2005 - Mo Mowlam, politica britannica (n. 1949)
- 2005 - Oscar Muller, calciatore argentino (n. 1957)
- 2005 - Mel Welles, regista, sceneggiatore e attore statunitense (n. 1924)
- 2006 - Joyce Blair, attrice, ballerina e cantante britannica (n. 1932)
- 2006 - Vincent Borg Bonaci, calciatore maltese (n. 1943)
- 2006 - Miguel Brugueras, politico e diplomatico cubano (n. 1939)
- 2006 - Óscar Míguez, calciatore uruguaiano (n. 1927)
- 2006 - Chuck Shanklin, cestista statunitense (n. 1921)
- 2006 - Radhey Shyam, cestista indiano (n. 1953)
- 2006 - Merv Wood, canottiere australiano (n. 1917)
- 2007 - Zezé Assis, cestista angolano (n. 1962)
- 2007 - Claudio Chieffo, cantautore e docente italiano (n. 1945)
- 2008 - Alessandro Boris Amisich, musicista italiano (n. 1959)
- 2008 - Julius Carry, attore statunitense (n. 1952)
- 2008 - Marguerite Empey, attrice e modella statunitense (n. 1932)
- 2008 - Mina Mezzadri, regista teatrale e drammaturga italiana (n. 1926)
- 2008 - Levy Mwanawasa, politico zambiano (n. 1948)
- 2008 - Giorgio Oppo, giurista italiano (n. 1916)
- 2008 - Giuliana Donati Petténi, saggista e scrittrice italiana (n. 1922)
- 2009 - Harry Kermode, cestista canadese (n. 1922)
- 2009 - Bobby Thomson, allenatore di calcio e calciatore inglese (n. 1943)
- 2010 - Skandor Akbar, wrestler statunitense (n. 1934)
- 2010 - Zenon Bortkevič, pallanuotista sovietico (n. 1937)
- 2010 - Ahna Capri, attrice statunitense (n. 1944)
- 2010 - Johannes Riedl, calciatore e allenatore di calcio tedesco occidentale (n. 1950)
- 2011 - Giulia Gabrieli, italiana (n. 1997)
- 2011 - Gun Hägglund, conduttrice televisiva e giornalista svedese (n. 1932)
- 2011 - Jevhen Jevsjejev, calciatore ucraino (n. 1987)
- 2011 - Janusz Kierzkowski, pistard polacco (n. 1947)
- 2011 - Ennio Marzocchini, regista televisivo, regista cinematografico e scrittore italiano (n. 1942)
- 2011 - Giff Roux, cestista statunitense (n. 1923)
- 2011 - Raúl Ruiz, regista e sceneggiatore cileno (n. 1941)
- 2011 - Amedeo Scarpi, canottiere italiano (n. 1917)
- 2011 - Walter Serena, ciclista su strada italiano (n. 1928)
- 2011 - Vladimir Torban, cestista sovietico (n. 1932)
- 2012 - Clara Betner, mezzosoprano italiano (n. 1922)
- 2012 - Laura Latini, doppiatrice italiana (n. 1969)
- 2012 - Tony Scott, regista, produttore cinematografico e produttore televisivo britannico (n. 1944)
- 2013 - Orlando Dipiazza, compositore e direttore di coro italiano (n. 1929)
- 2013 - Abdul Rahim Hatif, politico afghano (n. 1926)
- 2013 - Mirko Kovač, scrittore e drammaturgo jugoslavo (n. 1938)
- 2013 - Stephenie McMillan, scenografa britannica (n. 1942)
- 2013 - Cedar Walton, pianista e compositore statunitense (n. 1934)
- 2013 - Lee Thompson Young, attore statunitense (n. 1984)
- 2013 - Musa'id bin Abd al-Aziz Al Sa'ud, principe saudita (n. 1923)
- 2014 - Simin Behbahāni, poetessa iraniana (n. 1927)
- 2014 - James Wright Foley, giornalista statunitense (n. 1973)
- 2014 - Francisco Escalero, serial killer spagnolo (n. 1948)
- 2014 - Brian G. Hutton, attore e regista statunitense (n. 1935)
- 2014 - George Munroe, cestista statunitense (n. 1922)
- 2014 - Dinu Patriciu, politico, imprenditore e architetto rumeno (n. 1950)
- 2014 - Jean-Pierre Voisin, cestista svizzero (n. 1932)
- 2014 - Józef Żyliński, cestista e allenatore di pallacanestro polacco (n. 1920)
- 2014 - Samih al-Qasim, poeta e giornalista palestinese (n. 1939)
- 2015 - Egon Bahr, politico tedesco (n. 1922)
- 2015 - Vittorio Casamonica, criminale italiano (n. 1950)
- 2015 - Franco Ciardi, calciatore italiano (n. 1940)
- 2015 - Doudou N'diaye Rose, percussionista senegalese (n. 1930)
- 2015 - Russell Poole, investigatore statunitense (n. 1956)
- 2015 - Alfonso Sansone, produttore cinematografico italiano (n. 1924)
- 2016 - Muhammad Ali Samatar, politico e generale somalo (n. 1931)
- 2016 - Adrian Enescu, compositore e direttore d'orchestra rumeno (n. 1948)
- 2016 - Lou Pearlman, manager e truffatore statunitense (n. 1954)
- 2016 - Jack Riley, attore e doppiatore statunitense (n. 1935)
- 2016 - Nina Romaškova, discobola sovietica (n. 1929)
- 2017 - Brian Aldiss, scrittore britannico (n. 1925)
- 2017 - Charles Bentley, geofisico statunitense (n. 1929)
- 2017 - Mario Roberto Cassari, arcivescovo cattolico e diplomatico italiano (n. 1943)
- 2017 - Karl Otto Götz, pittore tedesco (n. 1914)
- 2017 - Valerij Isakov, regista sovietico (n. 1936)
- 2017 - Joan Trayter, docente e dirigente sportivo spagnolo (n. 1926)
- 2018 - Edoardo Catellani, politico italiano (n. 1922)
- 2018 - Miriam Dubini, scrittrice, drammaturga e attrice teatrale italiana (n. 1977)
- 2018 - Darrow Hooper, pesista statunitense (n. 1932)
- 2019 - Cosimo Cinieri, attore, drammaturgo e regista italiano (n. 1938)
- 2019 - Ida Colucci, giornalista italiana (n. 1960)
- 2019 - Mohammed Zahur Khayyam, compositore indiano (n. 1927)
- 2019 - Gina Lopez, ambientalista e filantropa filippina (n. 1953)
- 2019 - Sergio Perticaroli, pianista italiano (n. 1930)
- 2019 - Frank Prats, cestista e allenatore di pallacanestro dominicano (n. 1954)
- 2019 - Larry Taylor, bassista e chitarrista statunitense (n. 1942)
- 2019 - Zsolt Torok, alpinista rumeno (n. 1973)
- 2020 - Randall Craig Fleischer, direttore d'orchestra statunitense (n. 1958)
- 2020 - Slade Gorton, politico statunitense (n. 1928)
- 2020 - Judith Liber, arpista statunitense (n. 1940)
- 2020 - Borys Jevhenovyč Paton, ingegnere e fisico sovietico (n. 1918)
- 2020 - Aleksandr Sevelëv, schermidore sovietico (n. 1936)
- 2020 - Heinz Waibl, grafico e designer italiano (n. 1931)
- 2020 - Reham Yacoub, attivista irachena (n. 1991)
- 2020 - Genadz Šutaŭ, bielorusso (n. 1975)
- 2021 - Ian Carey, produttore discografico e disc jockey statunitense (n. 1975)
- 2021 - Sonny Chiba, attore e artista marziale giapponese (n. 1939)
- 2021 - Chuck Close, pittore e fotografo statunitense (n. 1940)
- 2021 - Arturo Cucciolla, architetto italiano (n. 1948)
- 2021 - Luigi Foti, politico italiano (n. 1934)
- 2021 - Bill Freehan, giocatore di baseball statunitense (n. 1941)
- 2021 - Bill Sidwell, tennista australiano (n. 1920)
- 2021 - Sergio Vuskovic, politico e scrittore cileno (n. 1930)
- 2022 - Harold Chapman, fotografo britannico (n. 1927)
- 2022 - Tekla Juniewicz, supercentenaria polacca (n. 1906)
- 2022 - Søren Skov, calciatore danese (n. 1954)
- 2023 - Roberto Colaninno, imprenditore e dirigente d'azienda italiano (n. 1943)
- 2023 - Gianni Ferlenghi, ciclista su strada italiano (n. 1931)
- 2023 - Kazuo Fukushima, compositore giapponese (n. 1930)
- 2023 - Lorenz Horr, calciatore tedesco (n. 1942)
- 2023 - Howard Hubbard, vescovo cattolico statunitense (n. 1938)
- 2023 - Igor' Jasulovič, attore sovietico (n. 1941)
- 2023 - Ron Cephas Jones, attore statunitense (n. 1957)
- 2023 - Carlo Mazzone, calciatore e allenatore di calcio italiano (n. 1937)
- 2023 - Jean-Claude Nallet, ostacolista e velocista francese (n. 1947)
- 2023 - Francesco Scorsa, calciatore e allenatore di calcio italiano (n. 1946)
- 2023 - John Warnock, informatico, matematico e dirigente d'azienda statunitense (n. 1940)
- 2023 - Tonino Zorzi, cestista e allenatore di pallacanestro italiano (n. 1935)
- 2024 - Maria Branyas, supercentenaria spagnola (n. 1907)
- 2024 - Michel Guérard, cuoco, scrittore e imprenditore francese (n. 1933)
- 2024 - Mike Lynch, imprenditore britannico (n. 1965)
- 2024 - Toussaint Natama, calciatore burkinabé (n. 1982)
- 2024 - Abramo Pagani, calciatore italiano (n. 1941)